# Wilmington Manor (Delaware)
Wilmington Manor je naseljeno područje za statističke svrhe u američkoj saveznoj državi Delaver. Prema popisu stanovništva iz 2010. u njemu je živjelo 7.889 stanovnika.